# Dombrowitz
Dombrowitz (polnisch Dąbrowice, 1936–1945 Eichgrund O.S.) ist eine Ortschaft in Oberschlesien. Der Ort liegt in der Gemeinde Chronstau (Gmina Chrząstowice) im Powiat Opolski in der Woiwodschaft Oppeln in Polen.

## Geographie

### Geographische Lage
Das Straßendorf Dombrowitz liegt sechs Kilometer südlich des Gemeindesitzes Chronstau (Chrząstowice) sowie zwölf Kilometer südöstlich der Kreisstadt und Woiwodschaftshauptstadt Opole (Oppeln). Der Ort liegt in der Nizina Śląska (Schlesische Tiefebene) innerhalb der Równina Opolska (Oppelner Ebene). Durch das Dorf fließt die Sucha. Im Südwesten grenzt Dombrowitz an weitläufige Waldgebiete.

### Nachbarorte
Nachbarorte sind im Nordwesten Fallmirowitz (Falmirowice), im Norden Dembio (Dębie), im Osten Danietz (Daniec) sowie im Südwesten Schulenburg (Walidrogi).

## Geschichte

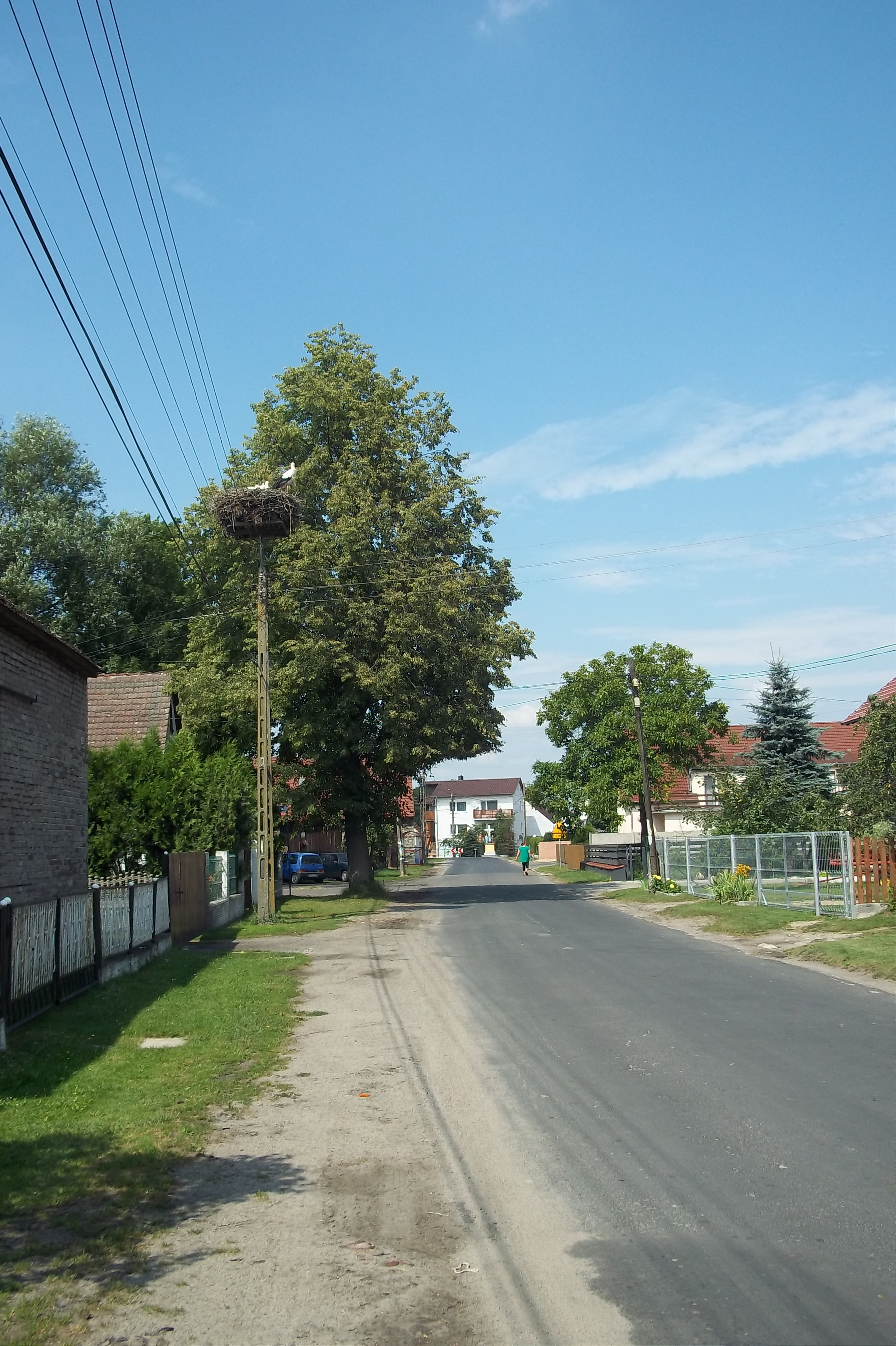
Dorfpartie

Der Ort wurde 1297 erstmals urkundlich erwähnt. 1400 wurde der Ort als Dambrowa erwähnt. 1566 wurde der Name Dumbrowicz erwähnt.
1618 wird Dombrowitz als Fürstendorf erwähnt und besaß sechs Bauern und ein Gehöft. Nach dem Ersten Schlesischen Krieg 1742 fiel Dombrowitz mit dem größten Teil Schlesiens an Preußen.
Nach der Neuorganisation der Provinz Schlesien gehörte die Landgemeinde Dombrowitz ab 1816 zum Landkreis Oppeln im Regierungsbezirk Oppeln. 1845 bestanden im Dorf ein Bäcker, eine Schmiede und 19 Häuser. Im gleichen Jahr lebten in Dombrowitz 127 Menschen, allesamt katholisch. 1861 zählte der Ort fünf Bauern, fünf Ackerhäusler, sieben Angerhäusler und einen Schmied. Eingepfarrt waren die Bewohner nach Raschau, eingeschult nach Dembio. 1874 wurde der Amtsbezirk Dembio gegründet, welcher die Landgemeinde Danietz, Dembio, Dombrowitz, Fallmirowitz, Nackel und Raschau und dem Gutsbezirk Dembio, Oberförsterei umfasste.
Bei der Volksabstimmung am 20. März 1921 stimmten 134 Wahlberechtigte für einen Verbleib bei Deutschland und 45 für Polen. Dombrowitz verblieb beim Deutschen Reich. 1933 lebten in Dombrowitz 272 Einwohner. Ab 1933 führten die neuen nationalsozialistischen Machthabern groß angelegte Umbenennungen von Ortsnamen slawischen Ursprungs durch. Am 15. Juni 1936 wurde der Ort in Eichgrund O.S. umbenannt. 1939 hatte Eichgrund O.S. 294 Einwohner. Bis 1945 befand sich der Ort im Landkreis Oppeln.
1945 kam der bisher deutsche Ort unter polnische Verwaltung, wurde zunächst in Dąbrowie umbenannt und der Woiwodschaft Schlesien angeschlossen. Später folgte die Änderung des Ortsnamens in Dąbrowice. 1950 wurde Dombrowitz Teil der Woiwodschaft Oppeln und 1999 des wiedergegründeten Powiat Opolski. Am 25. Januar 2006 wurde in der Gemeinde Chronstau, der Dombrowitz angehört, Deutsch als zweite Amtssprache eingeführt. Im Mai 2008 erhielt der Ort zusätzlich den amtlichen Ortsnamen Dombrowitz.

## Sehenswürdigkeiten
- Glockenkapelle mit Bildnis der Hl. Maria
- Steinerne Kreuzigungsgruppe
- Hölzernes Wegekreuz

## Vereine
- Deutscher Freundschaftskreis